# Jean Digé
Jean Digé (1736-1813) est un homme politique canadien. Il était le député de Cornwallis de 1792 à 1796 à la chambre d'assemblée du Bas-Canada.
Il est né Jean-Charles Digé à Forillon, Avranches, France autour de 1736 et a été formé dès son plus jeune âge comme un marin. Il s'installe à Sainte-Anne-de-la-Pocatière, Bas-Canada en 1762. Il possédait une ferme et un bateau de pêche dans la région. Digé a été élu au Parlement du Bas-Canada pour la circonscription de Cornwallis en 1792, servant jusqu'en 1796. Il est nommé inspecteur des routes de Sainte-Anne-de-la-Pocatière en 1797.
Il meurt à Sainte-Anne-de-la-Pocatière en 1813.